# 富士見公園
富士見公園（ふじみこうえん）は、神奈川県川崎市川崎区富士見に位置する川崎市立の都市公園（総合公園）である。

## 概要
川崎市で初めての都市公園として1940年（昭和15年）に開園したが、直後に太平洋戦争の戦況悪化を受け軍に接収される。終戦後に返還されてからはスポーツ施設が集中して建設されており、1951年に開設した川崎球場を始めとして多くの施設が建てられた。
公園の敷地は国道132号が東西をまたぐ形で南北に広がっている。

## 主な施設
北側
- 児童プール
- テニスコート
- 弓道場
- 相撲場
- 公園事務所

南側
- 富士通スタジアム川崎（旧川崎球場。2015年4月にリニューアル後、使用用途をフットボールとその派生競技などに限定しており、野球・ソフトボールは事実上使用不可となった）
- 富士見球場（現在のメイン野球場　軟式野球・ソフトボール専用。平日は川崎市立富士見中学校に校庭として優先利用しており、一般開放は土・日・祝日と学校の長期休校日（夏・冬・春休み）に限定）
- 川崎競輪場
- 市民広場
- ふれあい広場
- コミュニティガーデン「はぐくみの里」

## 隣接施設
- 川崎市スポーツ・文化総合センター
- 川崎市立富士見中学校

## アクセス
- 川崎駅または京急川崎駅下車。南に徒歩15分。
- 川崎駅より川崎市営バスまたは川崎鶴見臨港バスで『教育文化会館前』または『競輪場前』停留所下車すぐ。